# Picot sultà de Luzon
El picot sultà de Luzon (Chrysocolaptes haematribon)
és un ocell de la família dels pícids (Picidae) que habita selva, bosc, manglars i terres de conreu de les terres baixes i muntanyes del les Filipines septentrionals.